# Urban Dictionary
Urban Dictionary is een online woordenboek voor Engelse slang en internetjargon. De website bestaat sinds 1999 en werd oorspronkelijk gelanceerd als een parodie op Dictionary.com en Vocabulary.com door Aaron Peckham.
Begin 2014 telde het woordenboek meer dan 7 miljoen definities met ongeveer 2000 dagelijkse toevoegingen. Deze toevoegingen kunnen gemaakt worden door gebruikers die een account hebben bij Google of Facebook. Alle inzendingen worden door vrijwilligers gecontroleerd en kunnen via een up- en downvotesysteem door bezoekers van de site beoordeeld worden.
Urban Dictionary had in 2014 ongeveer 72 miljoen paginaweergaven en 18 miljoen bezoekers.